# نواه فادیگا
نواه فادیگا (انگلیسی: Noah Fadiga؛ زادهٔ ۳ دسامبر ۱۹۹۹) بازیکن فوتبال اهل سنگال است که در حال حاضر برای باشگاه فوتبال خنت بازی می‌کند. 